# ボクハミタサレル
『ボクハミタサレル』は、2000年11月15日に発売されたSURFACEの9枚目のシングル。

## 概要
- 2000年最後となるシングル。

## 収録曲
1. ボクハミタサレル （3:33）
  - 作詞:椎名慶治 作曲:永谷喬夫 編曲:SURFACE
2. 君の声で 君のすべてで... -transit mix- （6:16）
  - 作詞:椎名慶治 作曲:椎名慶治・永谷喬夫 編曲:SURFACE
3. ボクハミタサレル -transit mix- （3:40）
  - 作詞:椎名慶治 作曲:永谷喬夫 編曲:SURFACE
4. ボクハミタサレル -instrumental- （3:33）